# Amund Sigurdsson Bolt
Amund Sigurdsson Bolt (* vor 1412, vermutlich um 1400; † vor 1463, zuletzt erwähnt 1450) war der Anführer eines norwegischen Bauernaufstandes im 15. Jahrhundert. Man weiß nur wenig über ihn außerhalb des von ihm angeführten Aufstandes. Er war nach dem ersten Dokument, in dem er erwähnt wird (von 1432), offenbar verheiratet, vermutlich mit Eline Eriksdatter, die 1445 starb. Nach den Erbschaftsdokumenten zu urteilen, hatte er keine Kinder, die ihn überlebt hätten.
Sein Vater war Sigurd Berdorsson Bolt († 1411/1412), seine Mutter ist nicht bekannt.
Das Geschlecht der Bolt war eine einflussreiche Familie in Südnorwegen. Sein Vater war bei der Gründung der Kalmarer Union zum Ritter geschlagen worden.
1436–1437 führte er in der Umgegend des Oslofjords einen Aufstand gegen die Politik Erichs von Pommern an. Wahrscheinlich diente der Aufstand Engelbrekt Engelbrektssons in Schweden 1434–1436 als Vorbild, in dem Bauern aus Dalarna sich gegen Erich von Pommern erhoben. In Norwegen kam im Juni 1436 auf Jersøy bei Tønsberg zwischen den Aufständischen und dem Reichsrat ein Vergleich zustande. Gleichzeitig trat ein Waffenstillstand bis Oktober in Kraft. Da sollten der Reichsrat und fünf Lagmenn sich in Oslo treffen und die Klagen aus dem Volk anhören. Amund erschien zwar, aber dieses Treffen kam nicht zustande, weil die andere Seite nicht erschien. Daraufhin distanzierte sich der Burghauptmann der Festung Akershus Svarte Jens Nilsson von dem Aufstand.
In dieser Lage scheinen Amund Sigurdsson und seine Anhänger den Bischofssitz in Oslo besetzt zu haben. Allerdings ist nicht klar, ob dies im Frühjahr 1436 geschah oder erst im Herbst, als die Aufständischen bereits in Bedrängnis geraten waren. Sie wurden von dort unter maßgeblicher Beteiligung des Burghauptmanns von Akershus wieder vertrieben und mussten im Dezember kapitulieren. Im Februar 1437 kam es in Østlandet zu Vergleichsverhandlungen zwischen dem Reichsrat und den Aufständischen. Hier wurde bestimmt, dass sich das Volk niemals mehr gegen den König erheben dürfe. Im Gegenzug durfte der König künftig keine Ämter, weder weltliche noch geistliche, mit ausländischen Personen besetzen. Eine Ausnahme galt für eingeheiratete Ausländer. Aber auch diese Ausnahme sollte eingeschränkt werden. Auch sollte die Allgemeinheit nicht mit schweren Steuern belastet werden. Das Land sollte einen eigenen Truchsess erhalten, und das Reichssiegel sollte im Lande sein. Das bedeutete eine deutliche Beschneidung der königlichen Macht. Amund sollte straffrei ausgehen und sogar die Färöer als Lehen erhalten. Mit dem Vergleich von 1437 befand sich der Reichsrat in Übereinstimmung mit den Reichsräten in Dänemark und Schweden.
Amund Sigurdssons Aufstand war ein für das Verständnis der norwegischen Politik während der Kalmarunion wesentliches Ereignis, und der Aufstand in Telemark im Jahr darauf, der von Hallvard Gråtopp angeführt wurde, ließ den norwegischen Reichsrat in dieser schwierigen Phase der norwegischen Unionspolitik  zu einer führenden politischen Kraft werden.
Der Aufstand wird in der Geschichtsschreibung unterschiedlich beurteilt. Die einen wollen in dem Aufstand ein nationales Programm zur Vertreibung von ausländischen Amtsträgern erkennen. Auf der anderen Seite solidarisierte sich der norwegische Reichsrat nicht mit dem Aufstand, was in einem solchen Fall zu erwarten gewesen wäre. Deshalb wird auch angenommen, dass der Schwerpunkt auf den sozialen Forderungen lag, nämlich gegen Steuern ohne Rechtsgrundlage und korrupte Amtsträger. Dagegen wird wiederum eingewandt, dass diejenigen Anführer des Aufstandes, die bekannt sind, zur sozialen Führungsschicht des Landes gehörten. Die neuere Forschung sieht im Aufstand eher einen Widerstand gegen die Modernisierung des Staates, die den Einfluss der lokalen Eliten zurückdrängte.
Über das Schicksal Amund Sigurdssons nach 1437 ist nichts bekannt. Früher wurden dazu verschiedene Hypothesen vertreten, von denen die langlebigste war, dass er Sysselmann auf den Faröern geworden sei.